# Топ Пет
„Топ Пет“ (на английски: Top Five) е американски комедиен филм от 2014 г., написан и режисиран от Крис Рок, който също изпълнява главната си роля във филма, и още участват Росарио Доусън, Габриел Юниън, Джей Би Смуув, Кевин Харт, Шепи Шепърд, Майкъл Че, Трейси Морган, Джей Фароа, Лесли Джоунс и Седрик Шоумена.